# Попина (острво)
Острво Попина (рум. Insula Popina) је острво на северу лимана Разим у Румунији. Површина острва је 98 хектара.
Попина представља веома значајну оазу за велики број птица, од којих се издвајају обични славуј, црноглава стрнадица, велика шева, шарена и златокрила утва. Острво је сачувало велики број зељастих биљака карактеристичних за степу Добруџе које представљају гнездилиште неких птица и станиште неких гмизаваца, укључујући и водене змије и бројне инсекте. Међу бескичмењацима на Попини су значајни раритети попут отровног паука црне удовице и џиновске стоноге змијски чешаљ, која може достићи дужину и до 30 cm. Острво је станиште и ендемске врсте инсеката Isophya dobrogensis из фамилије коњица.
Острво се састоји од мезозојских кречњака прекривеним слојем леса. Заштићено је као резерват природе у оквиру резервата биосфере „Делта Дунава”.